# Dryas alcionea
Dryas alcionea är en fjärilsart som beskrevs av Pieter Cramer 1779. Dryas alcionea ingår i släktet Dryas och familjen praktfjärilar. Inga underarter finns listade i Catalogue of Life.